# Acraea encedonoides
Acraea encedonoides är en fjärilsart som beskrevs av Le Doux 1931. Acraea encedonoides ingår i släktet Acraea och familjen praktfjärilar. Inga underarter finns listade i Catalogue of Life.